# Bioraffinaderi
Ett bioraffinaderi är en anläggning för produktion av produkter (kemikalier, material, bränsle och energi) från en biobaserad råvara. Ett bioraffinaderi kan jämföras med ett oljeraffinaderi där råolja raffineras till många olika produkter. En förhoppning är att bioraffinaderiet skall kunna ersätta oljeraffinaderiet och därmed minska samhällets beroende av fossil olja och därmed samtidigt minska utsläppen av klimatpåverkande gaser (se global uppvärmning).  

## Produkter
Exempel på produkter som kan produceras i bioraffinaderiet baserat på förgasning eller fermentering inkluderar:
- Alkoholer: t.ex. metanol, (biometanol), etanol (bioetanol), butanol,
- Etrar: t.ex. DME (Di-Metyl-Eter)
- Dieseloljor: FT-diesel (Fischer-Tropsch Diesel)
- Dioler, så som 1,3-propandiol
- Organiska syror, så som mjölksyra, bärnstensyra och propionsyra, 3-hydoxypropionsyra (3HPA)

Det huvudsakliga användningsområdena för dessa produkter är som fordonsbränsle (metanol, DME, etanol, butanol, FT-diesel) eller som byggstenar (monomerer) för plastproduktion, tex PLA (polylactic acid).
Exempel på kommersialiserade produkter och anläggningar:
- Svartlutsbaserad metanol och DME: Bio-DME
- Cellulosabaserad etanol: Betarenewables
- 1,3 propandiol:DuPonts Sorona
- Bärnstensyra: Reverdia Bio-amber
- PLA mjölksyra: Nature Works Purac

## Råmaterial
Många olika grödor är möjliga att använda som råmaterial för kemikalieproduktion vid fermentering. Eftersom omvandlingen till kemikalier och bränslen sker enklast från homogena material som är lättillgängliga för mikroorganismer är rent socker från sockerbetor det enklaste alternativet. För att uppnå störst ekonomisk och miljömässig bärighet skulle dock restprodukter som i dag inte används eller cellulosarika råmaterial vara det bästa alternativet. Förgasning kan i princip använda alla slags cellulosamaterial och omvandla det till en produktgas vilken kan renas och uppgraderas till en syntesgas (H2 och CO) som kan användas för syntetisering till ovannämnda drivmedel och kemikalier. För att kunna ersätta dagens teknik som baseras på (i dagsläget) billig olja är det också viktigt att priset på råvaran är så lågt som möjligt. T.ex. skulle den stora mängden organiska föreningar i svartlut och bark, samt outnyttjade trärester, också kunna användas till att producera kemikalier och material och på så sätt generera extra inkomster för massabruket. De organiska föreningarna kan användas antingen som de är eller efter kemisk modifiering.
Andra material som ofta diskuteras som utgångsmaterial:
- Sockerhaltiga råmaterial - sockerbeta, sockerrör (ej Sverige)
- Stärkelsehaltiga råmaterial - vete, potatis och rester från livsmedelsproduktion
- Cellulosabaserade råmaterial - grot, trä och trärester, halm och andra jordbruksrester, Arundo donax (Arundo donax
- Oljehaltiga - raps, solros

De viktigaste egenskaperna för råmaterialet för ett hållbart (ekonomi, miljö, socialt) bioraffinaderi är:
- Lågt pris
- Låg miljöpåverkan i tillverkningen
- Stor tillgång till råmaterialet
- Lågt (acceptabel) användande av begränsade resurser, t.ex. land och vatten
- Effektiv omvandling till önskade produkter

Tekniker för att omvandla förnyelsebara material till värdefulla produkter är under utveckling i många forskargrupper i världen (Bozell and Petersen, 2010).

## Omvandlingsprocesser
Bioraffinaderisystemen kan klassificeras utifrån råvaror, typ av teknik eller typ av mellanprodukt, och kan delas in i två huvudklasser: 
- biokemisk omvandling (t.ex. fermentering och rötning)
- termokemisk omvandling (t.ex. pyrolys, förgasning med biomassa eller Chemrec svartlutsförgasning).

Den biokemiska omvandlingsprocessen kan vidare delas upp i underprocesser:
- Förbehandling av råmaterial - huvudsakliga syftet är att frigöra fermenterbara sockerarter, t.ex. glukos från stärkelse eller från cellulosa genom hydrolys. Hydrolysen katalyseras vanligen av en syra eller enzym (amylas eller cellulaser).
- Fermentering - sockret omvandlas genom cellernas metabolism till (bland annat) den önskade produkten.
- Upprening - produkten upprenas från mäsken genom processer som separerar produkten från övriga komponenter, t.ex. destillering Destillering, utfällning Utfällning

Processekonomi:
För att processen skall vara ekonomiskt hållbar i konkurrens med fossila produkter är följande parametrar mycket viktiga:
- Efterförbehandlingen - koncentrationen och utbytet av fermenterbart socker

- Efterfermenteringen - koncentrationen och utbytet av produkten (från socker)

Koncentrationen av produkt efter fermenteringen måste oftast vara väl över 10 % eftersom uppreningen annars kostar och kräver för mycket energi. Kostnaden per kg fermenterbart socker efter förbehandlingen bör ligga under 5 kr per kg.

## Aktörer i Norden
Många företag, universitet och högskolor i Norden arbetar med att utveckla teknologier för att tillverka kemikalier och bränsle från biomassa.
Några exempel: 
- Lantmännen Agroetanol i Norrköping säger sig vara Nordens största bioraffinaderi[3]
- Preem har beslutat att bygga om sina raffinaderier Preemraff Göteborg och Preemraff Lysekil till bioraffinaderier[4]
- Lunds Universitet,(LU Biofuels, Bioraffinaderi Öresund)
- Danmarks Tekniska Universitet (Systembiologi - DTU http://www.env.dtu.dk/)
- Chalmers (Chalmers Fermentationsteknik)
- Aalborg Universitet (Aalborg)

- Biorefining alliance DK (Biorefiningalliance Danmark)
- Processum SE (Processum)